# I24news
i24news是一個報導國際與時事新聞的電視頻道，其總部設於以色列特拉維夫之雅法港，以英語，法語，阿拉伯語播出，所有人為Patrick Drahi，而執行長為Frank Melloul。 
該頻道自2013年7月17日開始播出，已僱用來自本地或世界不同地區約一百五十名記者，雖位在以色列，但未提供希伯來文報導，因其目標非本地觀眾，而是要向穆斯林族群和整個世界發聲，傳達以色列的觀點，抗衡其他包括半島電視台在內的國際新聞頻道，目前藉由衛星、有線及網路播出。

## 名稱
- 字母i表示International Information, Independence, Individual, Innovation, Interactivity

（國際訊息、獨立、個人、創新、互動性）等字義。

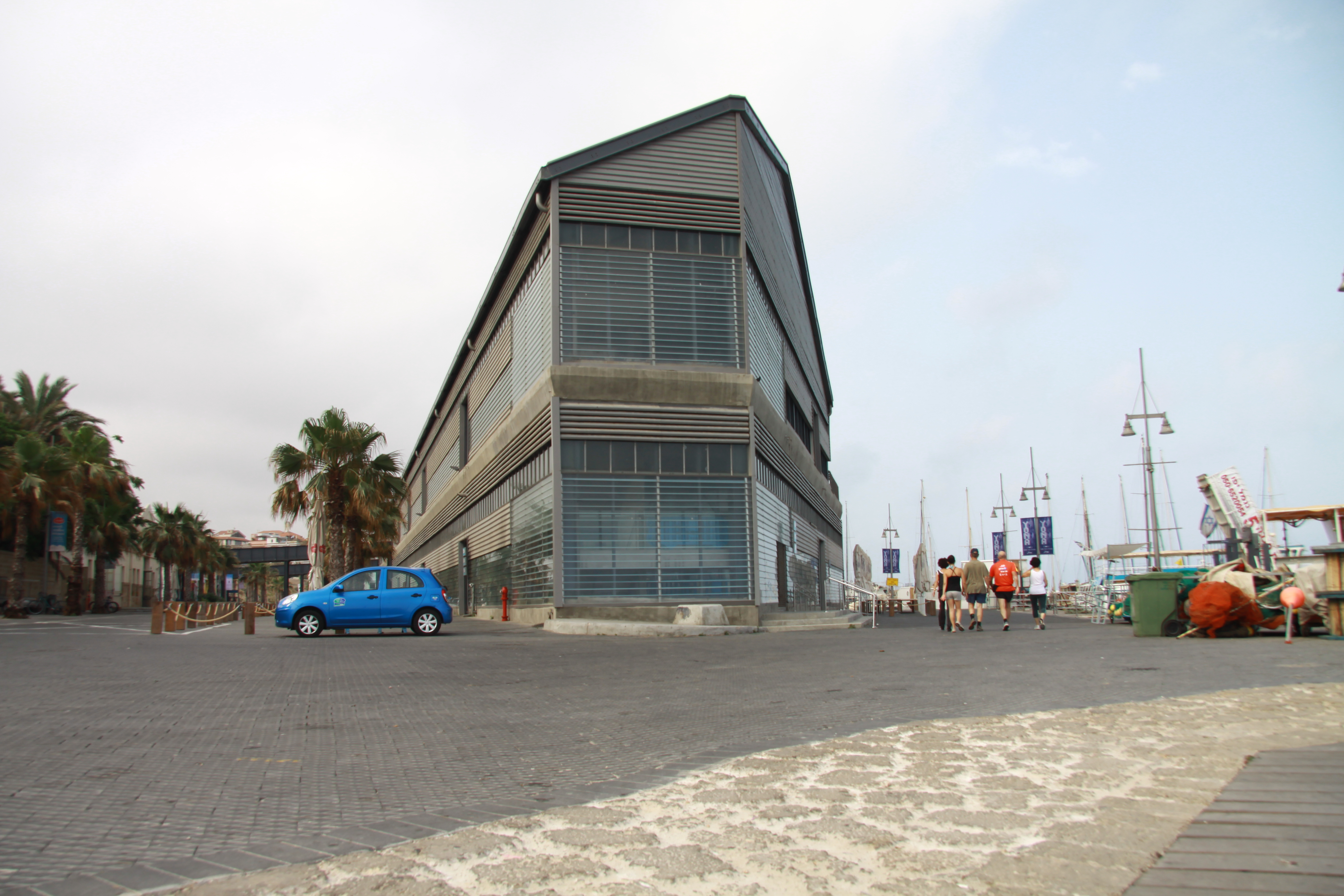
於雅法港的總部

- 數字24標誌著一天二十四小時播出。

## 歷史
原先預定在2013年7月1日開始播出，不過肇於技術方面問題，開播時程延後好幾天，而該頻道在其英文臉書帳戶上亦有簡要地公告，最終在計畫開始後僅四個月的

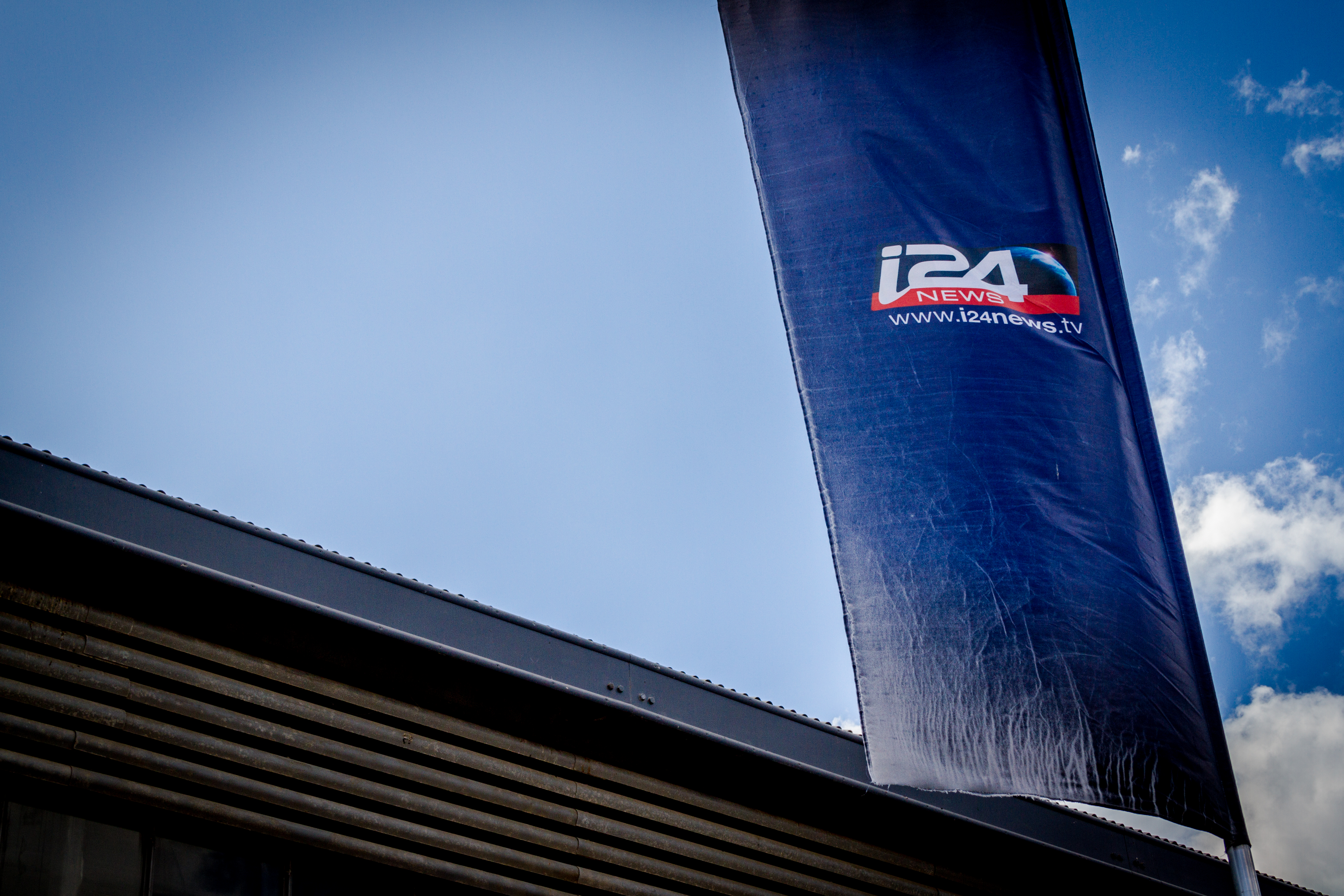
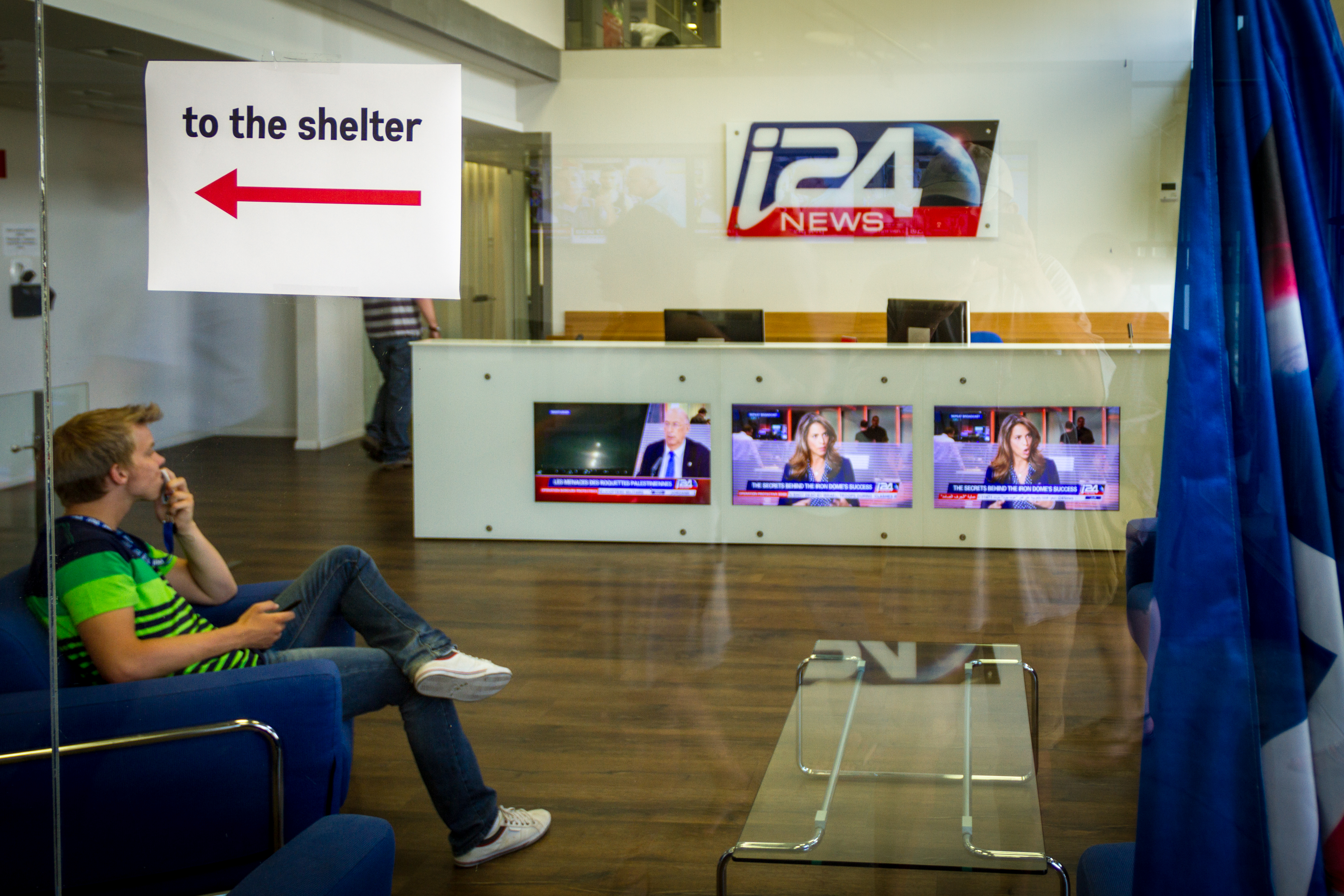
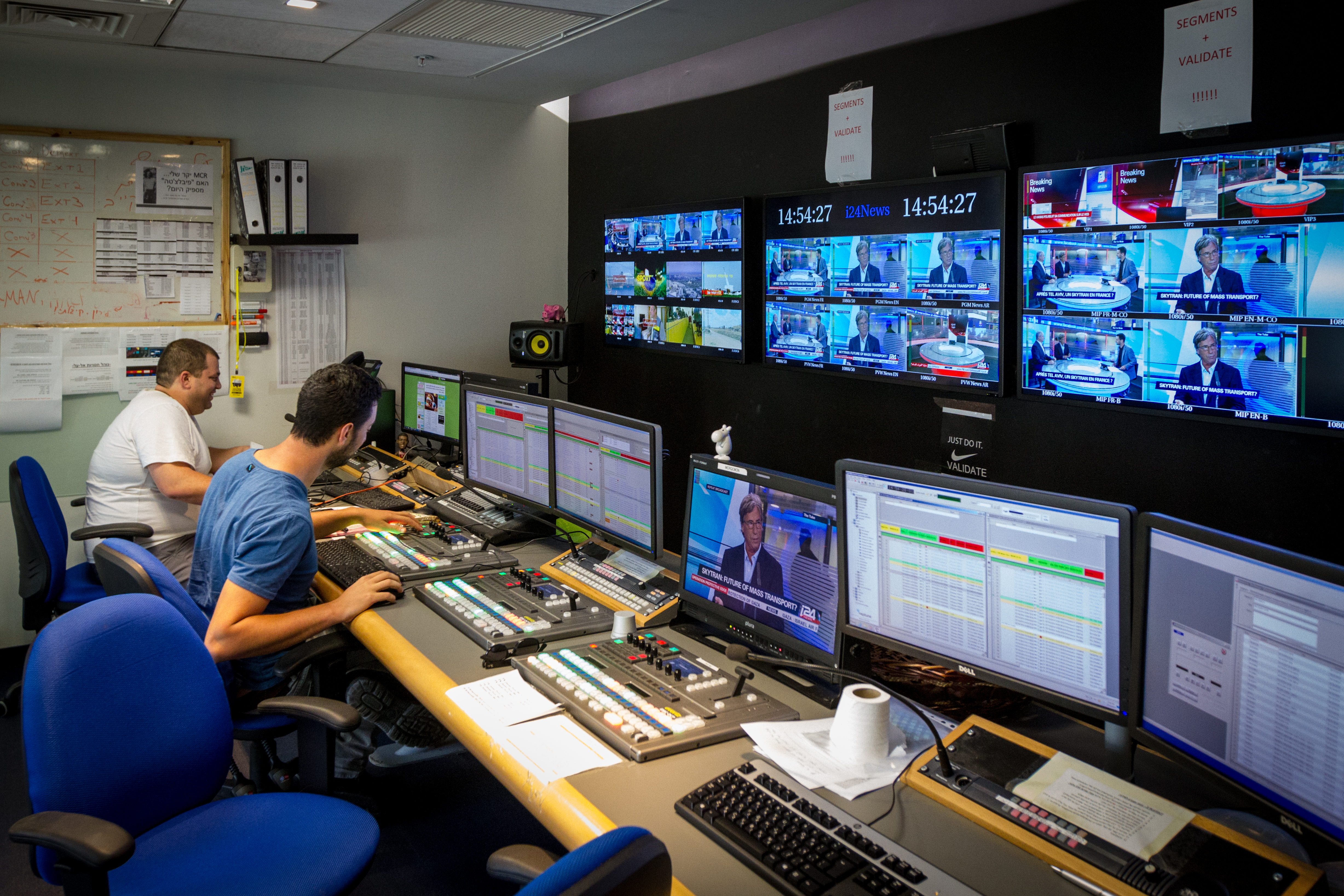
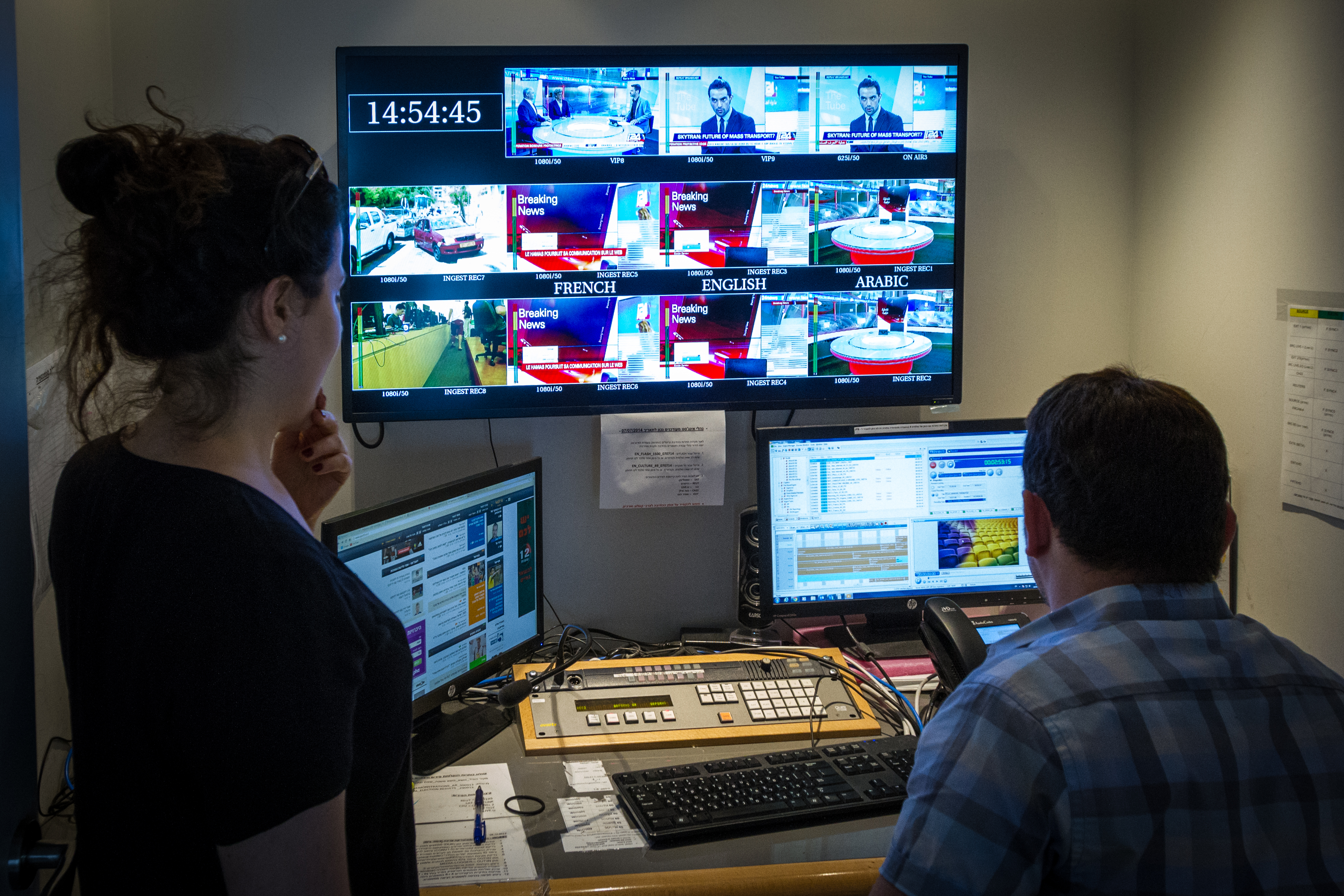
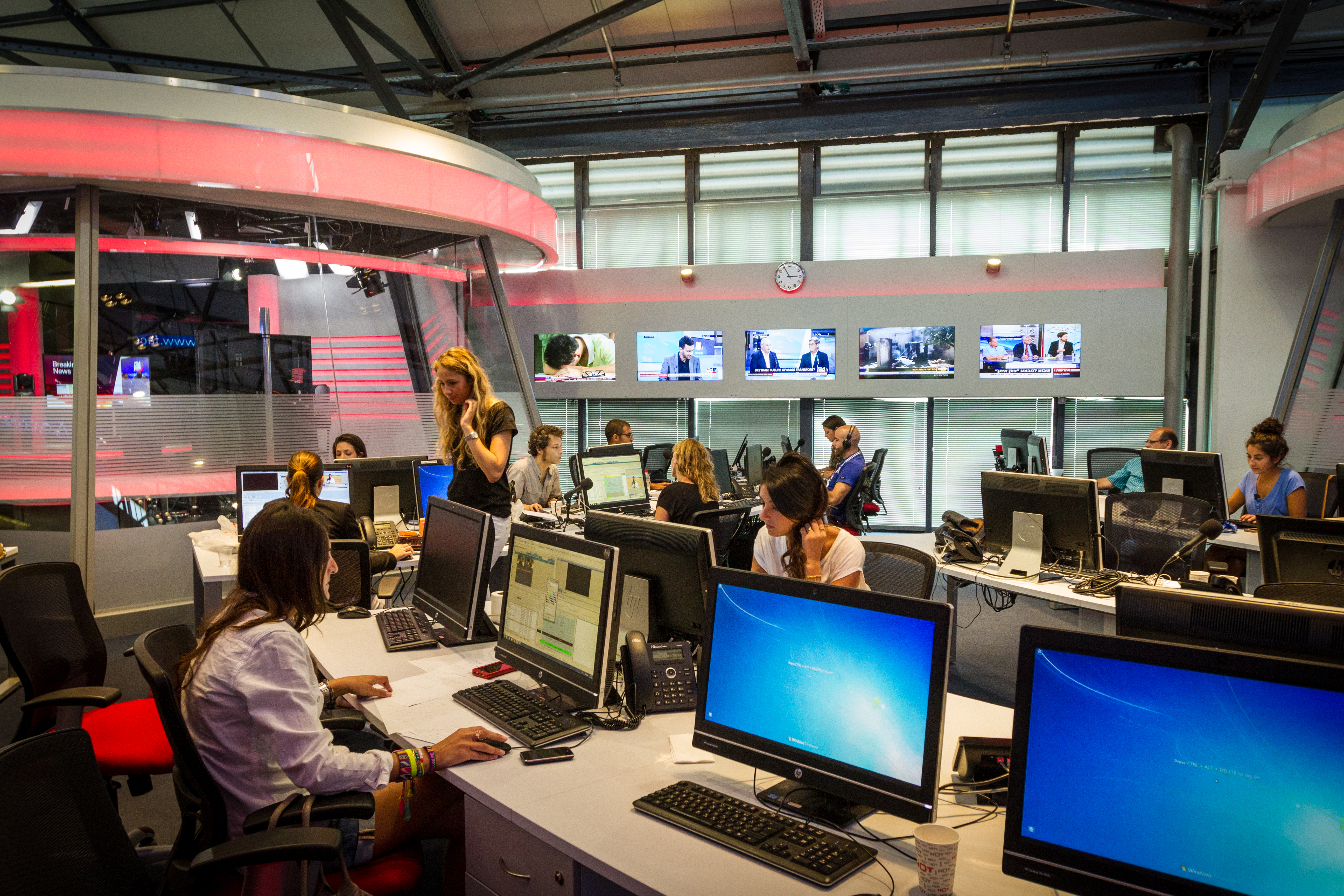
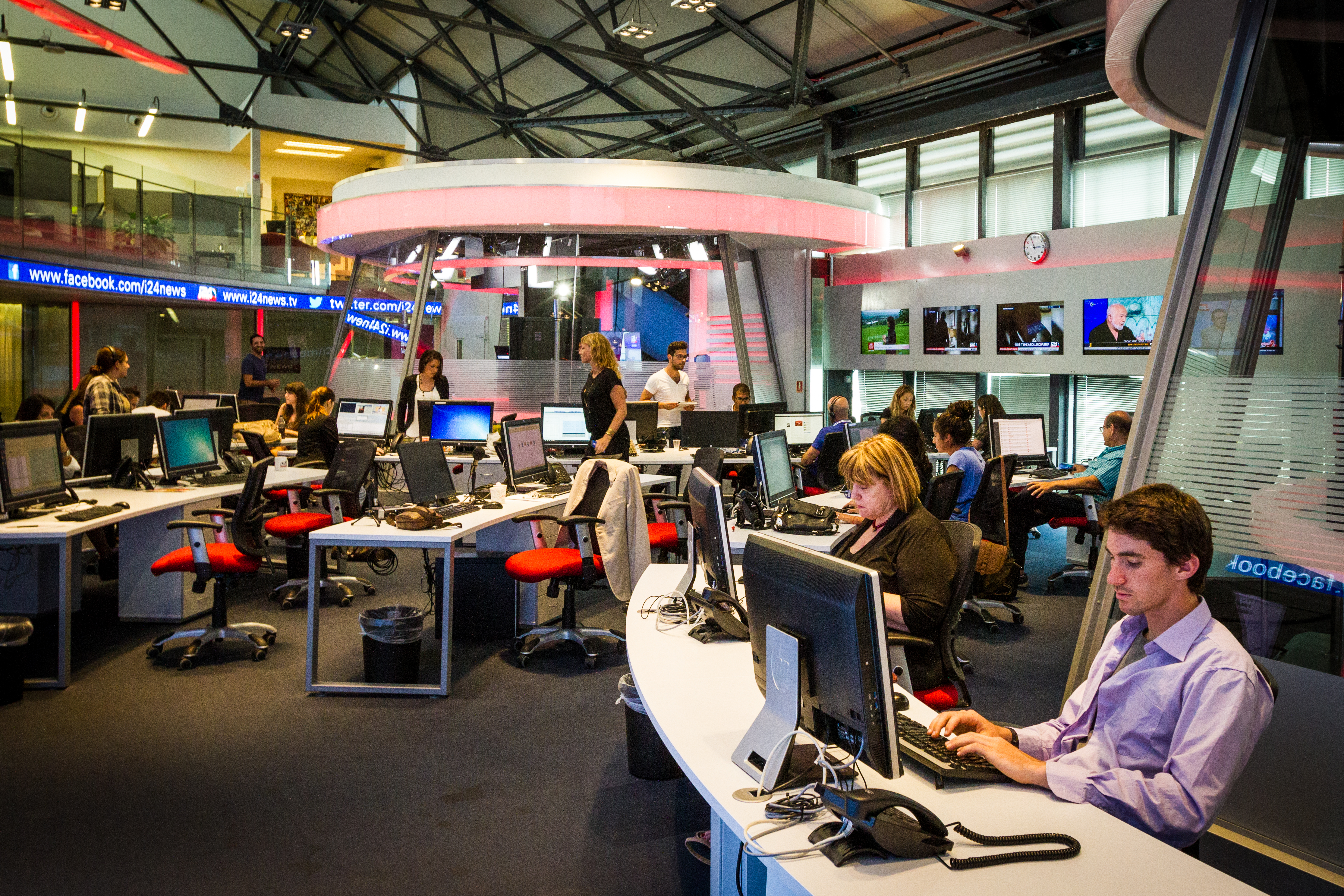
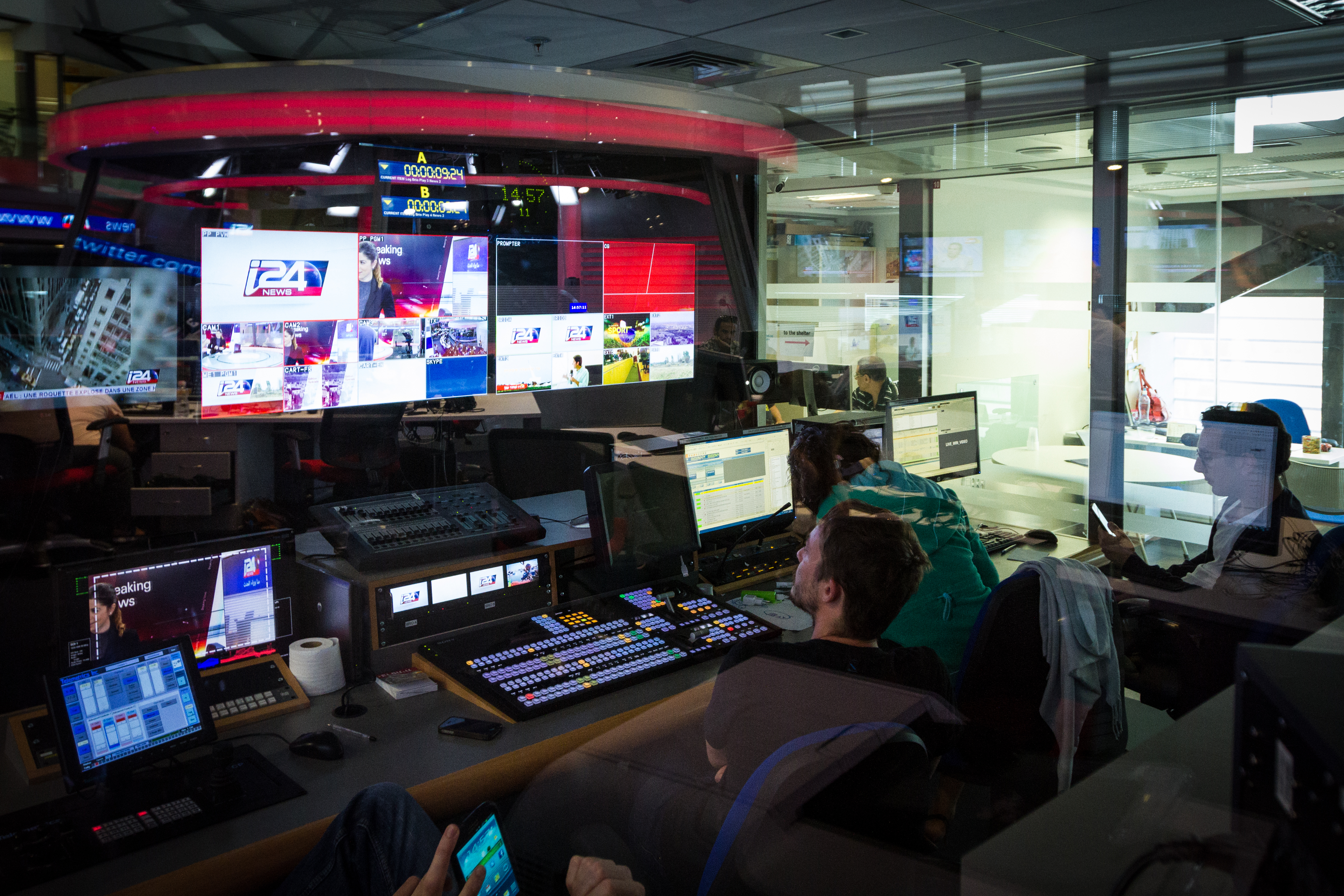
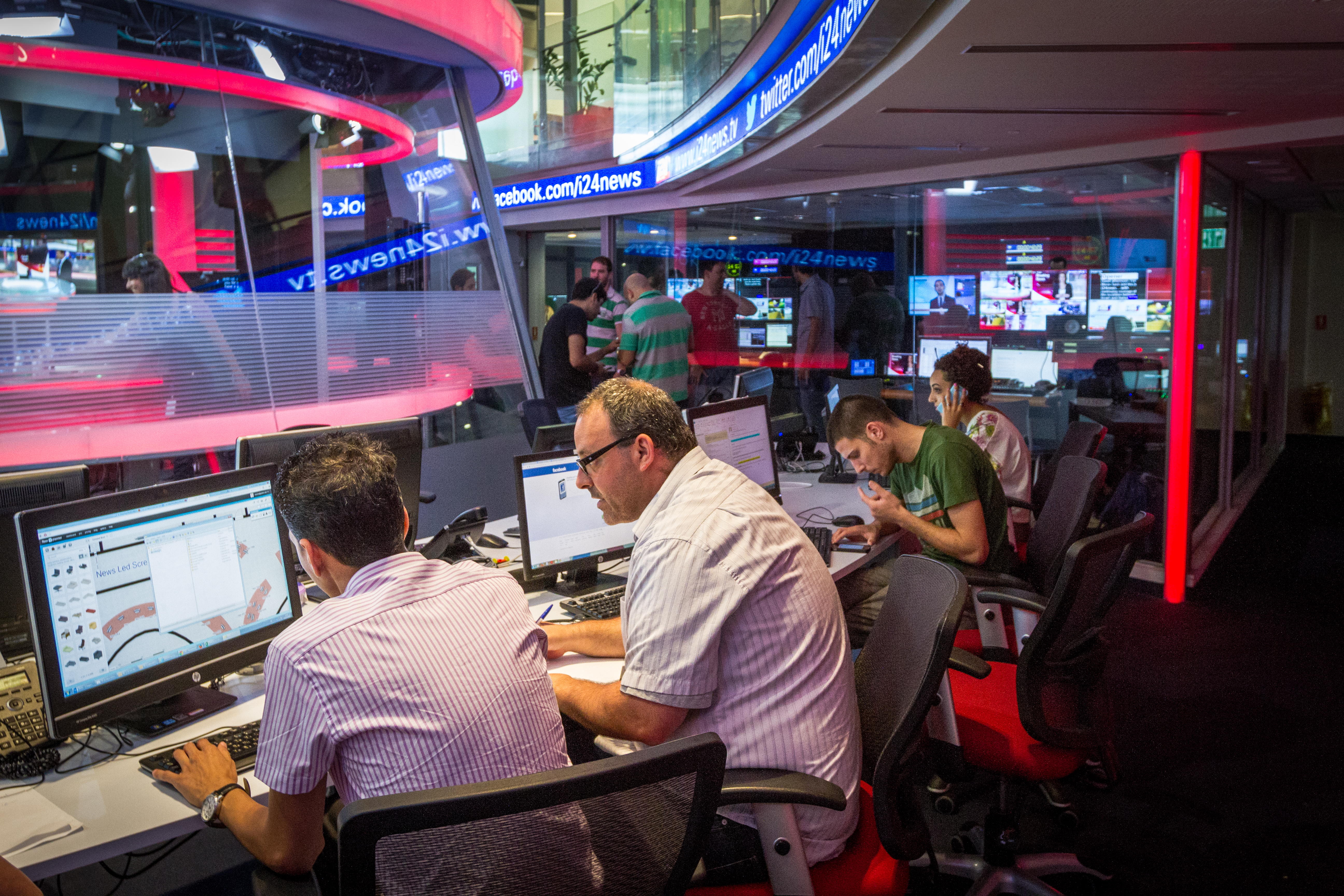
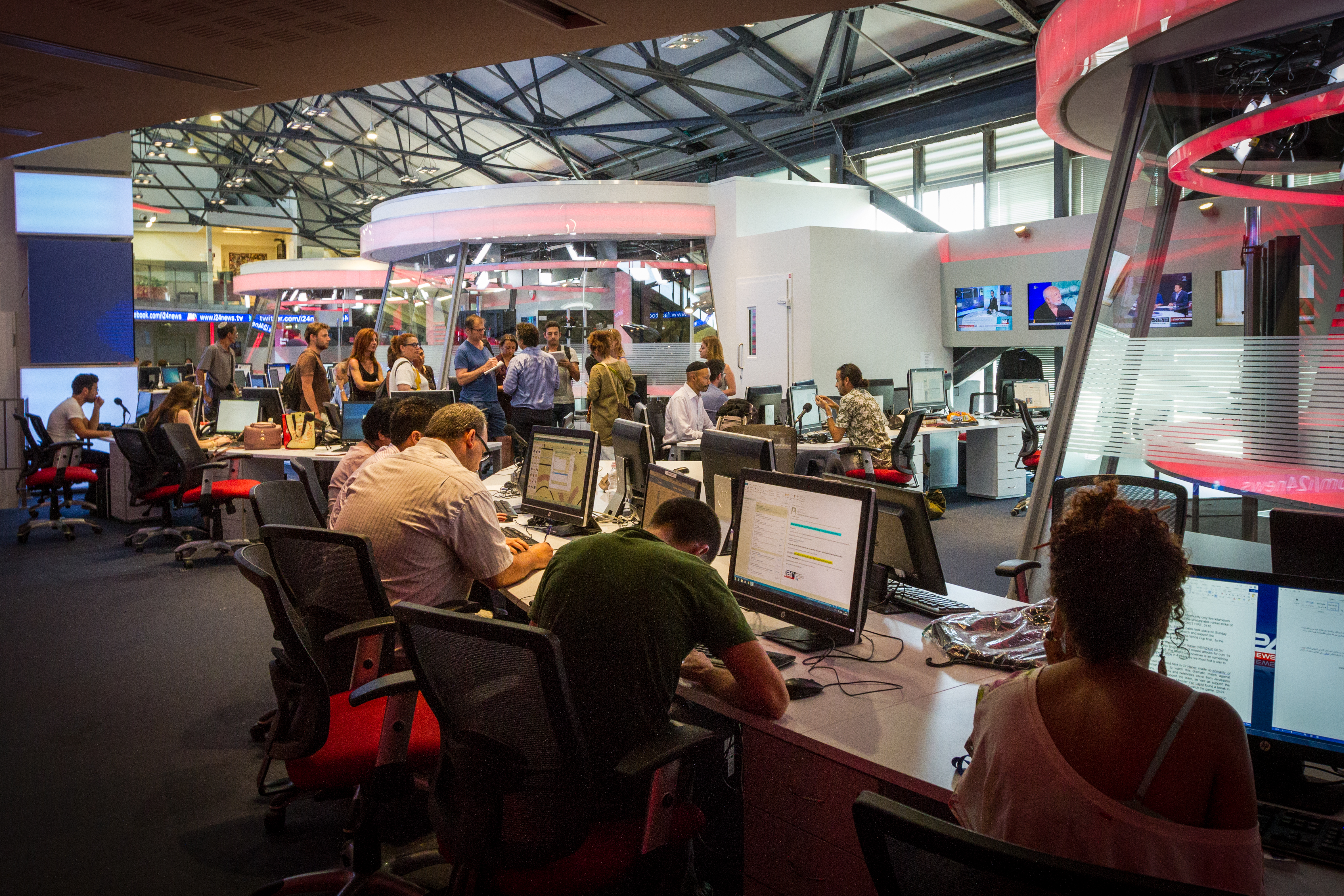
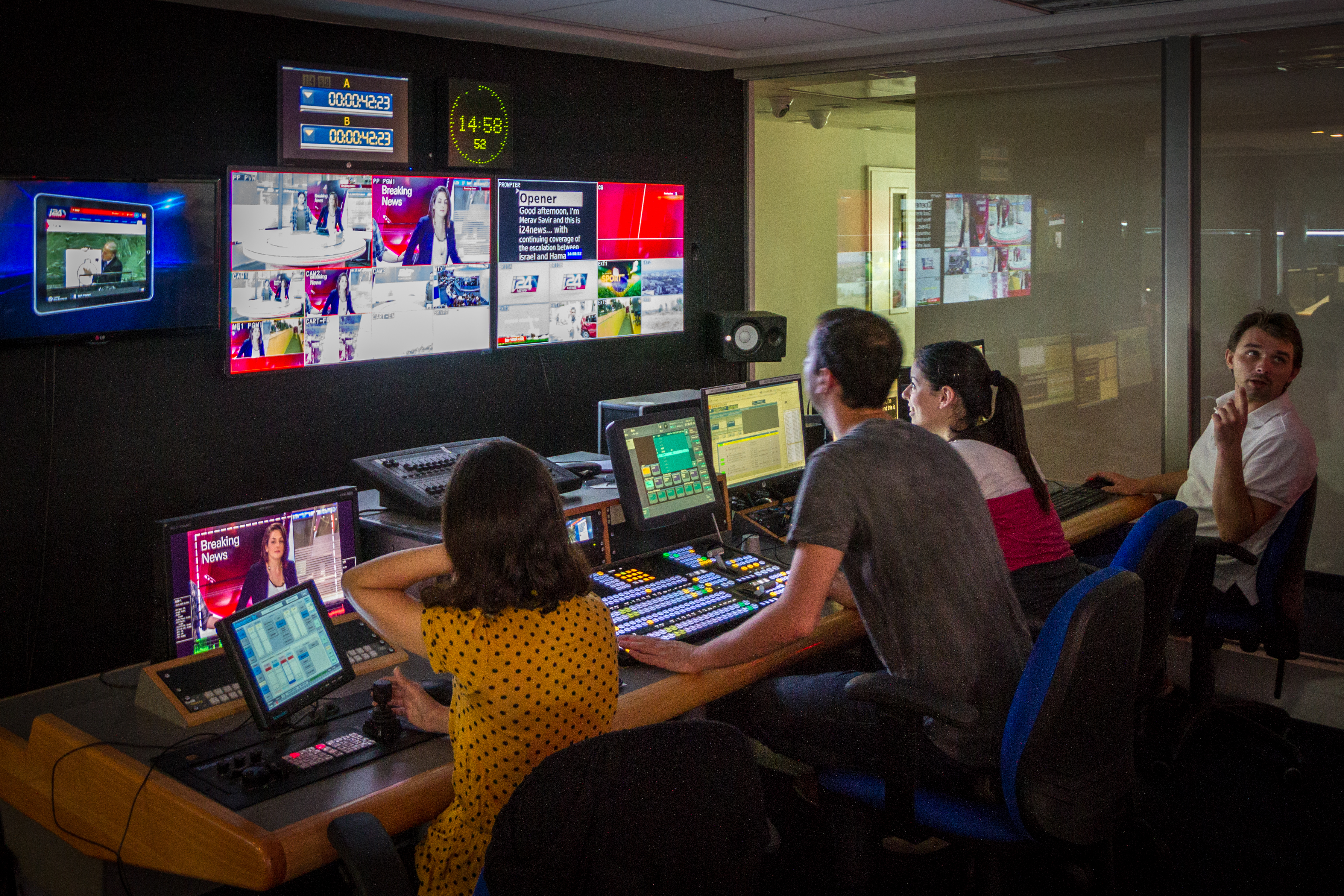
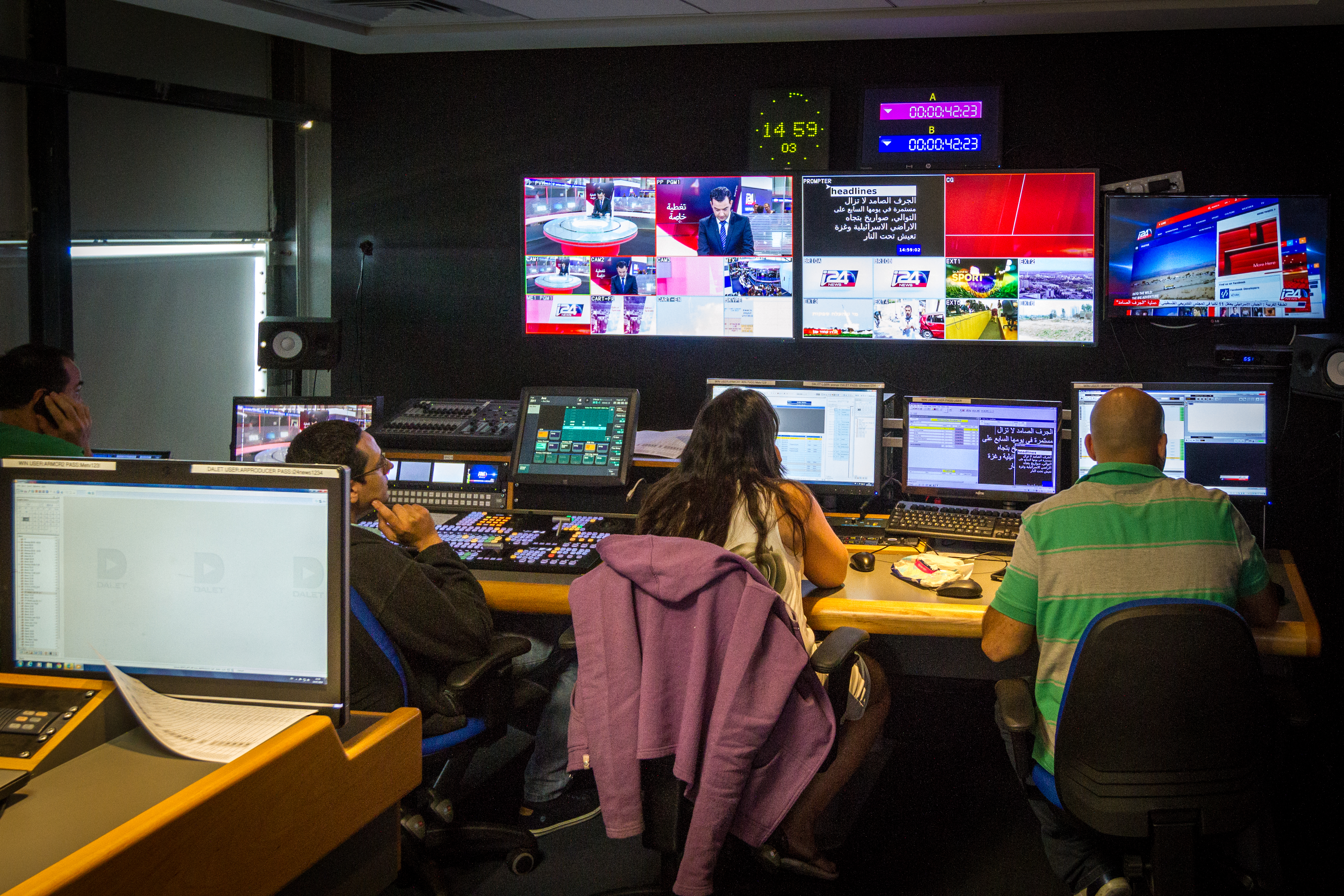
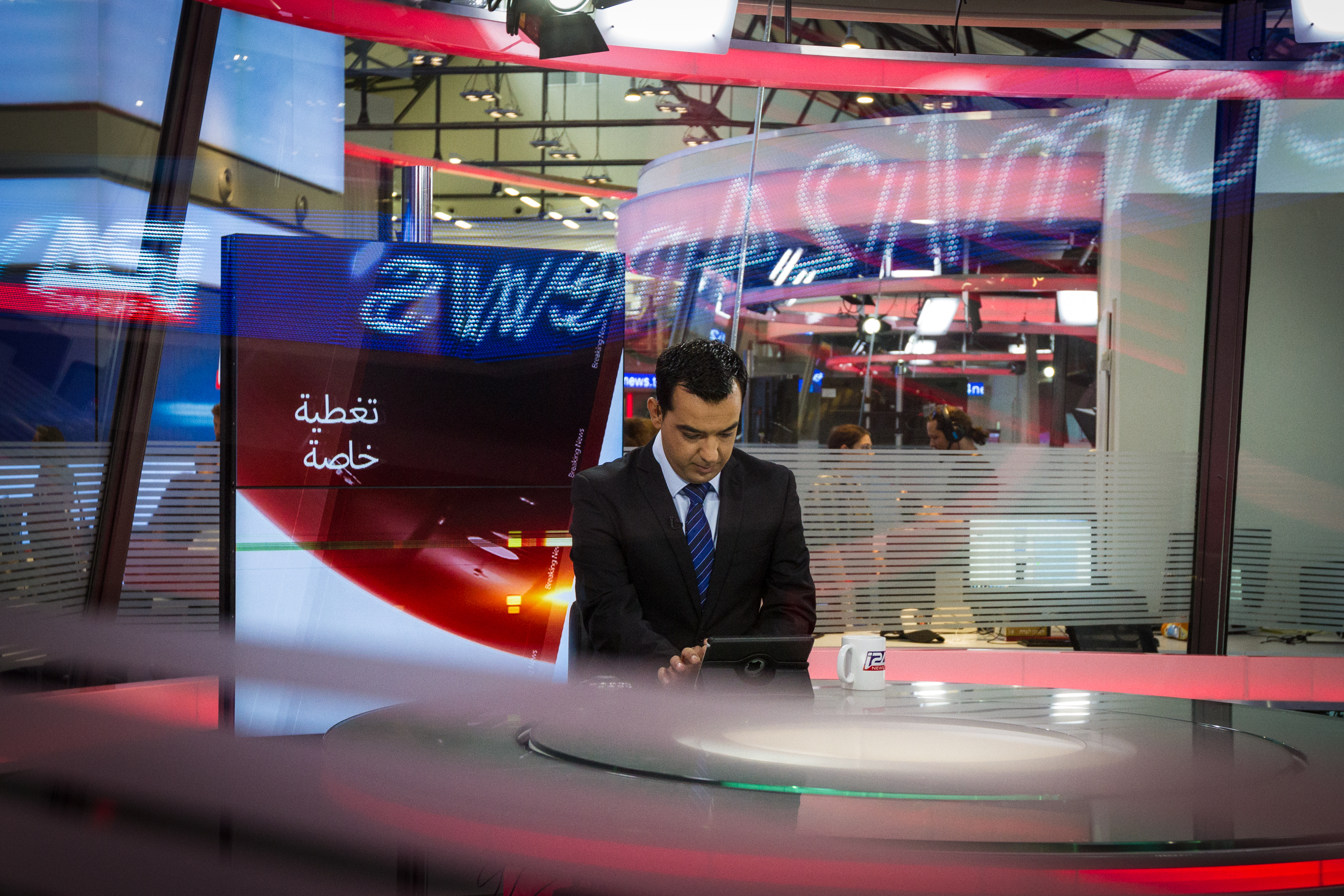

7月17日，以色列時間十九點播出。